# Белл, Джон (путешественник)
Джон Белл (англ. John Bell; 1691—1780) — шотландский врач на русской службе. Будучи штатным медиком в составе русских посольств, посетил Персию (1715—1718), Китай (1719—1721) и Турцию (1737—1738). Вернувшись на родину, в 1763 году издал двухтомное описание своих путешествий, остающееся ценным источником по истории России в XVIII веке.

## Биография
Родился в 1691 году в Шотландии, в поместье Энтермони (англ. Antermony), близ одноимённого озера, — в 10 милях севернее Глазго (ныне в области Ист-Данбартоншир). В Глазго же, в 1714 году, завершил образование, получив степень доктора медицины. Ведомый страстью к путешествиям, он заручился рекомендательными письмами к придворным медикам русского Царя и отбыл в Петербург.
В Петербурге, в уважение к его желанию как можно больше путешествовать, уже в следующем, 1715, году ему исхлопотали должность врача при посольстве А. П. Волынского, отправлявшегося в Персию. Вернувшись только через три года (1718), Белл почти сразу же отправился с другим посольством — теперь в Китай, откуда вернулся тоже лишь через три года, в 1722 году. В том же году Белл, состоя при главной квартире Императора, участвовал в Персидском походе; а в дальнейшем — в миссии русского правительства в Константинополь (1737—1738).
После посольства в Константинополь, по всей вероятности, у Белла возник там некий коммерческий интерес, и несколько лет он провёл в столице Оттоманской Порты, удачно совмещая служебное с личным. Там же, в Константинополе, Белл вскоре женился (1746) и, отслужив в русской службе в общей сложности около 30 лет, в 1747 году решил вернуться на родину, в своё имение Энтермони, в Шотландии. Где и скончался в 1780 году.

## «Путешествия»
Путевые записки Джона Белла были изданы по его заказу в Глазго в 1763 году — в двух томах под заглавием «Travels from St. Petersburg, in Russia, to diverse parts of Asia».
В первом томе описаны его путешествие в Исфахан в 1715—1718 годах и первая часть путешествия через Сибирь в столицу Китая, — с приложением карт, составленных самим Беллом, на которых размечены два маршрута из Москвы в Пекин.
Во втором томе заканчивается описание путешествия в Китай; к нему прилагался также перевод с французского языка на английский личного дневника представителя русского правительства в Пекине Лоренца Ланга. Далее во втором томе описаны события похода на Дербент в 1722 году, в котором штабной врач Джон Белл находился в непосредственной близости от прославленного русского монарха. И, наконец, описано посольство его в Константинополь в 1737 году, — зимою, в самый разгар войны между Турцией и Россией.
В 1766 году «Путешествия» вышли во Франции в переводе Марка Антуана Эду; сделанный им перевод хоть и отличался «крайней небрежностью», довольно быстро получил широкое распространение: так перевод «Путешествий» Джона Белла был сделан неким Поповым именно с французского, и под заглавием «Беллевы путешествия через Россию в разные азиатские земли. 3 части» был опубликован в России уже в 1776 году.
Издание «Путешествий» Джона Белла 1763 года находится в общественном достоянии. Оцифрованная версия на английском языке доступна во всемирной некоммерческой библиотеке «Интернет Архив»:
- Том I — Bell, John. Travels from St. Petersburg, in Russia, to diverse parts of Asia. — Glasgow: Printed for the author by R. and A. Foulis, 1763. — Vol. 1. — 394 p.
- Том II — Bell, John. Travels from St. Petersburg, in Russia, to diverse parts of Asia. — Glasgow: Printed for the author by R. and A. Foulis, 1763. — Vol. 2. — 442 p.